# Ehi amigo... sei morto!
Ehi amigo... sei morto! è un film del 1970, diretto da Paolo Bianchini.

## Trama
Barnett e e la sua banda si appostano in un villaggio per rapinare una diligenza che sta trasportando centomila dollari d'oro. All'inseguimento dei fuorilegge si lancia l'ufficiale di posta, Doc Williams, che riesce a penetrare nel loro nascondiglio. Resta vivo un solo un bandito, ma non è lui ad essersi impadronito dell'oro: lo ha trafugato il messicano Loco durante la sparatoria. Williams lo raggiunge e recupera il bottino